# Буцнів
Буцні́в — село в Україні, у Великоберезовицькій селищній громаді Тернопільського району Тернопільської області.
До 2020 року адміністративний центр колишньої Буцнівської сільської ради, якій було підпорядковано також село Серединки.

## Назва, статус та адмінустрій
1469 року як містечко отримало маґдебурзьке право. Як місто Бучнева згадане в Теребовлянських міських (ґродських) актах 1564 року.
1628 року згадане як містечко — адміністративний центр негродового Буцнівського староства Галицької землі Буцнів. За часів старости Антонія Міхала Потоцького до складу Буцнівського староства входили: місто Буцнів, села Ходачків, Драганівка, Почапинці, Забойки, Довжанка, Домаморич.
В історичних документах Буцнів як містечко останній раз зафіксовано в 1765 році.
У 1934—1939 роках село належало до ґміни Березовиця Велика.
Серед місцевих жителів поширена назва Буцнева або Буцнево.

### Хутори
Кумет — хутір, розташований за 1 км від Буцнева. У березні 1949 року на хуторі — 5 будинків, у яких проживали 30 осіб. У 1950—1951 роках будинки знесли, а мешканців переселили у с. Буцнів та східні області УРСР. Нині на місці хутора — поле.
Куяви — хутір, розташований за 2 км від Буцнева. Виник у 1920-х роках. У 1940—1950-х належав до Буцнівської сільської ради. У 1947—1948 роках працівники МДБ робили часті засідки на хуторі. У березні 1949 р. на хуторі — 7 будинків, у яких проживало 40 осіб. У 1950—1951 роках частину будинків знесли, а мешканців переселили. У лютому 1952 року — 3 будинки, 13 осіб. У середині 1950-х мешканців переселили в с. Буцнів. Нині на місці хутора ліс і дачі тернополян.

## Географія

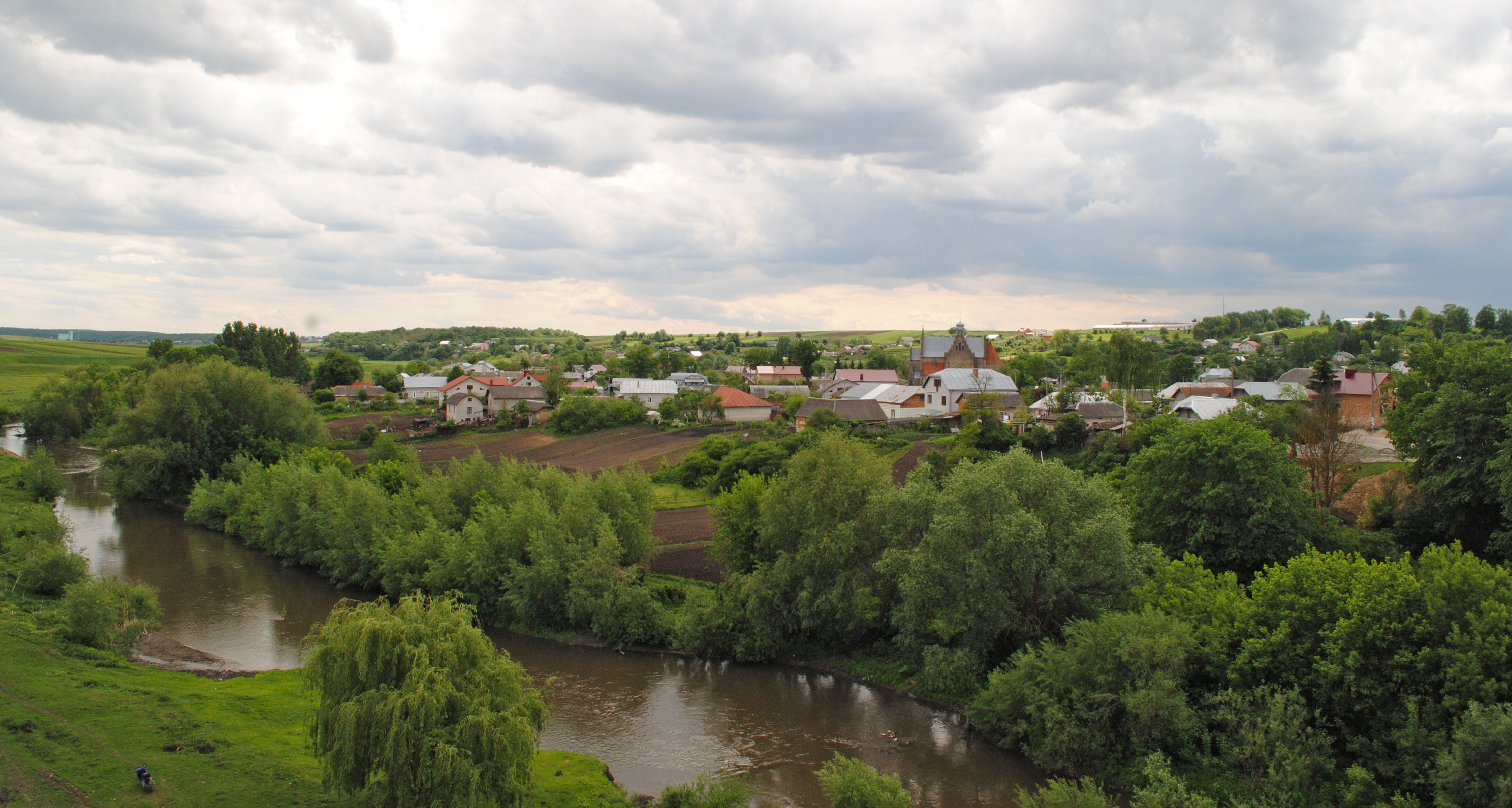
Вигляд Буцнева із залізничного моста

Село розташоване в центрі району на правому березі річки Серет, за 10 км від обласного центру і за 1 км від залізничної станції Березовиця-Острів. Через село протікає також річка Брідок (інші назви — Руда, місцева назва — Брудок), яка впадає в Серет у південно-східній частині Буцнева. Північною околицею села пролягла залізниця Тернопіль — Ходорів — Стрий. Географічні координати — 49° 29’ північної широти і 25° 34’ східної довготи. Середня висота над рівнем моря — 304 м.

## Історія
Поблизу села виявлено археологічні пам'ятки давньоруської культури.
Перша згадка про поселення датується 1464 роком, у ній йдеться про те що Ян Рей із Шумська (лат.- Iohannes Rey de Shumsko) здав своє село малу і нижню/меншу Бучньовку (лат. Bucznyowkam minorem et Inferiorem) під заставу Матею Любіцькому, за 40 польських марок. Матей зобов'язувався орендувати два Янові села: Велика Бучніва та Довга Долина. Через деякий час король Казимир IV подарував частину Буцнева (Горішній Буцнів) галицькому королівському земському писареві і водночас пробощу Бібрки Мацею зі Староломжі.
Населений пункт згаданий також під назвою Бучнова у 1473 році, а у 1504 році фігурує під тією ж назвою як місто з форталіцією під володінням королівського намісника Януша з Робчиць. У 1501 році Горішній Буцнів отримав від короля Генрик Мішовський. У березні 1504 року буцнівські маєтки перейшли до братів Яна і Віктора Сенінських. 1520 року містечко з дозволу короля стало власністю Яна Ніпчиця. Брати Ніпчиці власним коштом під керівництвом досвідчених фортифікаторів Яна з Делейова і Миколая Іскжицького побудували мурований замок. У березні 1540 король дозволив кам'янецькому хорунжому Мацею Влодеку викупити Буцнів у Ніпчиців.
У 1620 році містечко знищили татари.
У другій половині XVII століття власник Буцнева кам'янецький каштелян Габріель Сельніцький відбудував і укріпив замок. 1850 року Серватовські перебудували замок на палац (1915 року згорів, до нашого часу не зберігся).
Під час Національно-визвольної революції українського народу 1648—1676 років були зруйновані замок і 96 будинків.
За люстрацією Буцнева за 1661—1665 роки, містечко на той час через татарські напади і руйнування перетворилося на село, у якому були 3 ставки (2 з яких — без води), млин і корчма; орендував село Петро Фірлей.
Згодом населений пункт перебував у власності Потоцьких, Рудзінських, Красінських, Бєльських, від 1840 року — Серватовських.
Останнім власником Буцнева був Владислав Серватовський. У квітні 1940 року Серватовських заарештували органи НКВС й вислали на спецпоселення до Казахстану.
У лавах УСС і УГА воювали Данило Віблий, Микола Ґада, Михайло Городинський, Василь Коцюба, Дмитро Наконечний, Роженко, Василь Хіровський та інші.
У вересні 1922 року члени УВО спалили фільварок.
Діяли філії товариств «Просвіта», «Січ», «Сокіл», «Союз українок», «Рідна школа», «Сільський господар» та інших, Братство тверезості, кооператива, районова молочарня, драматичний гурток, духовий оркестр, хор.
Під час німецько-радянської війни в Червоній армії загинули або пропали безвісти 54 уродженці села.
У ніч з 1 на 2 вересня 1943 року в Буцневі напали на лісника Гаєвського. Поляки сповістили селян і поліцію. Оскільки серед нападників було впізнано сина греко-католицького священика Куриласа, у настоятеля провели обшук. Знайшовши дві рушниці, о. Куриласа та ще сімнадцятьох українців заарештували.
У лавах ОУН і УПА перебували, загинули, репресовані, симпатики цих об'єднань — 33 особи. 26 квітня 1948 року в селі відбувся бій двох вояків УПА (псевда — «Марко» і «Лис» із відділом більшовиків); 6 липня цього ж року в бою з 9 працівниками МДБ загинув повстанець Богдан Ониськів («Листок»).
12 червня 2020 року, відповідно до розпорядження Кабінету Міністрів України № 724-р «Про визначення адміністративних центрів та затвердження територій територіальних громад Тернопільської області» увійшло до складу Великоберезовицької селищної громади.
19 липня 2020 року, в результаті адміністративно-територіальної реформи та ліквідації Тернопільського району, село увійшло до складу новоутвореного Тернопільського району.

## Населення
| Чисельність населення, осіб | Чисельність населення, осіб | Чисельність населення, осіб | Чисельність населення, осіб | Чисельність населення, осіб | Чисельність населення, осіб | Чисельність населення, осіб | Чисельність населення, осіб | Чисельність населення, осіб | Чисельність населення, осіб | Чисельність населення, осіб | Чисельність населення, осіб | Чисельність населення, осіб | Чисельність населення, осіб | Чисельність населення, осіб |
| 1895                        | 1910                        | 1921                        | 1931                        | 1938                        | 1959                        | 1970                        | 1979                        | 1989                        | 2001                        | 2001                        | 2011                        | 2013                        | 2014                        | 2015                        |
| --------------------------- | --------------------------- | --------------------------- | --------------------------- | --------------------------- | --------------------------- | --------------------------- | --------------------------- | --------------------------- | --------------------------- | --------------------------- | --------------------------- | --------------------------- | --------------------------- | --------------------------- |
| 2258 (1115 чоловіків)       |                             | 2085                        |                             |                             |                             |                             |                             |                             |                             |                             | 1223                        |                             | 1227                        |                             |

Згідно з переписом УРСР 1989 року чисельність наявного населення села становила 1287 осіб, з яких 590 чоловіків та 697 жінок.
За переписом населення України 2001 року в селі мешкали 1223 особи.

### Мова
Розподіл населення за рідною мовою за даними перепису 2001 року:
| Мова       | Відсоток |
| ---------- | -------- |
| Українська | 99,84 %  |
| Російська  | 0,08 %   |

## Релігія
За даними Державного архіву України у Львові священник східного (православного) обряду в Буцневі згадується в королівських податкових книгах ще в доунійний період у 1564 році.
Греко-католицькою парафія постала у першій половині XVIII століття, храм збудовано у 1744 році. Православною церква в Буцневі була до 1700 року і після 1946 року. Греко-католицькою з 1700 до 1946 роки
У 1735—1914 роках була дерев'яна церква отців Василіян, яка належала Українській греко-католицькій церкві. Магнат Микола Василь Потоцький у заповіті для церкви отців Василіян у Буцневі призначив 7000 золотих.
У 1744 році збудована мурована церква Непорочного Зачаття Пречистої Діви Марії (нині Тернопільсько-Зборівської архієпархії УГКЦ), у 1880-х роках розпис здійснив відомий український художник Корнило Устиянович. У церкві Непорочного Зачаття Пречистої Діви Марії є Буцнівська чудотворна ікона Божої Матері, яку 1729 року подарував громаді тодішнього містечка Буцнів староста М. Цивінський. На фасаді храму в 1998 роцы встановлено пам'ятну дошку з написом: «У цьому Храмі у 1933—1944 роках був парохом отець-ісповідник Василь Курилас, який десять літ страждав за віру Христову в більшовицьких тюрмах».
У 1890—1891 роках збудовано мурований костел (архітектор Юліан Захаревич), який у 1890 році освятив єпископ Ян Пузина. Під час Першої світової війни частково зруйнований, у 1922—1923 — відреставрований. У 1990-х роках із костелу перебудували церкву святих апостолів Петра і Павла (УПЦ КП). Є таблиця з написом: «Тут спочиває Генрика з Крушевських (Серватовська), померла на 36 році життя, дня 20 грудня 1880 року. Хай упокоїться її душа»
Нині в селі є парафії УГКЦ (близько 780 осіб), УПЦ КП (90 дворів) і Церква християн віри євангельської (5 дворів).
Є капличка Божої Матері, 4 фігури (дві з них — 1900 і 1906 років), кам'яний хрест на пасовиську (поблизу якого споруджують капличку).

## Пам'ятки

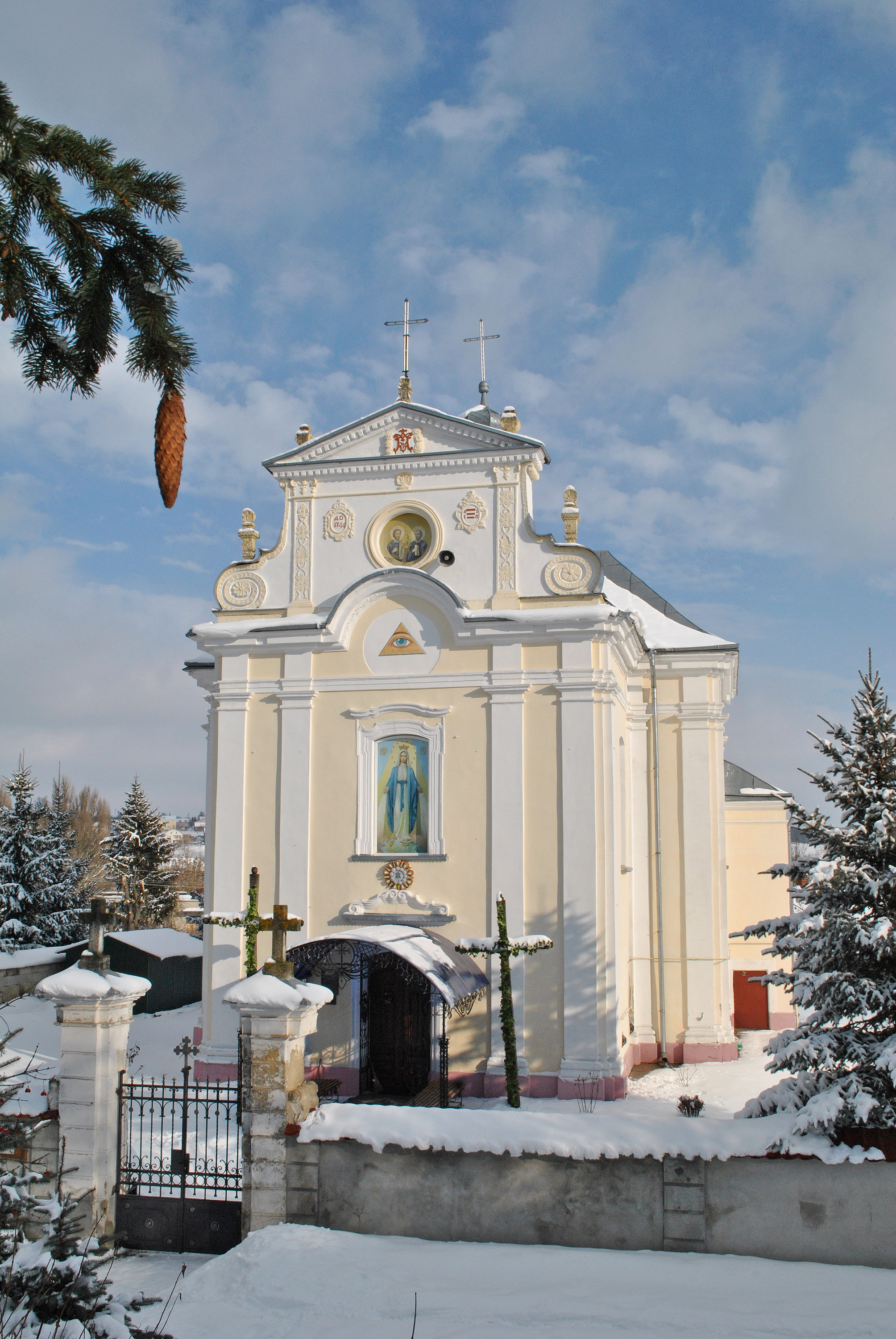
церква Непорочного Зачаття Пречистої Діви Марії

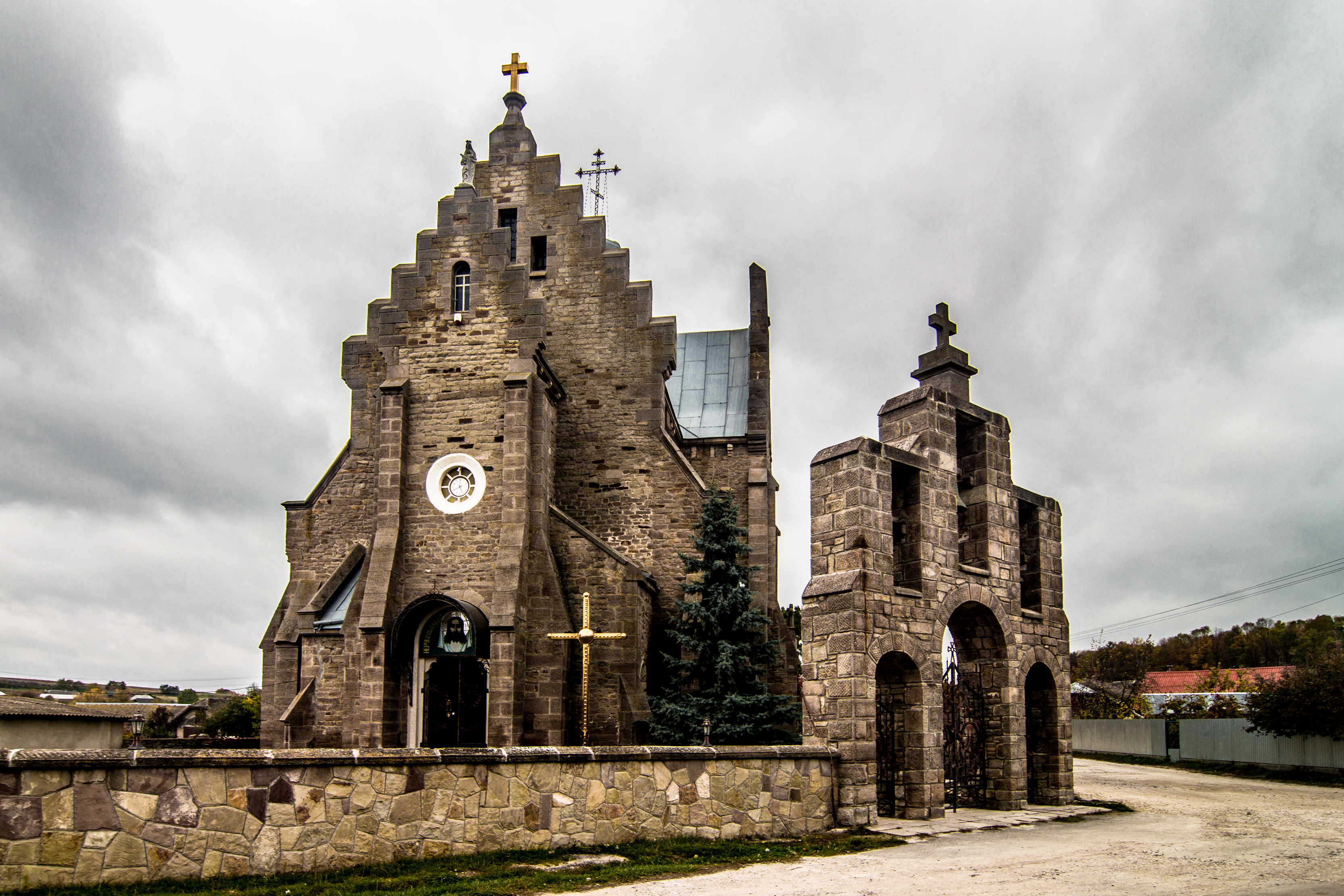
Церква святих апостолів Петра і Павла (колишній костел)

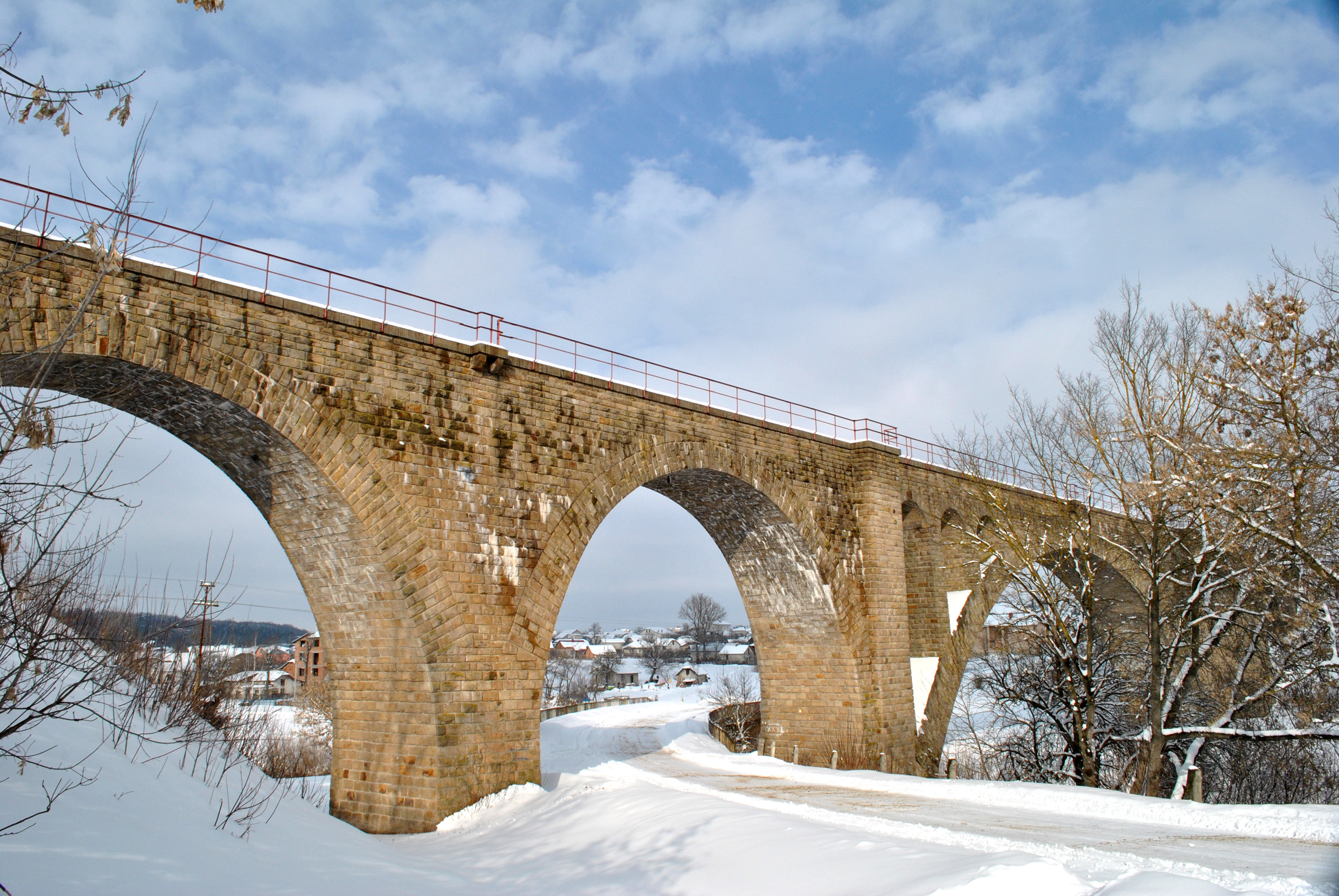
Залізничний міст у Буцневі

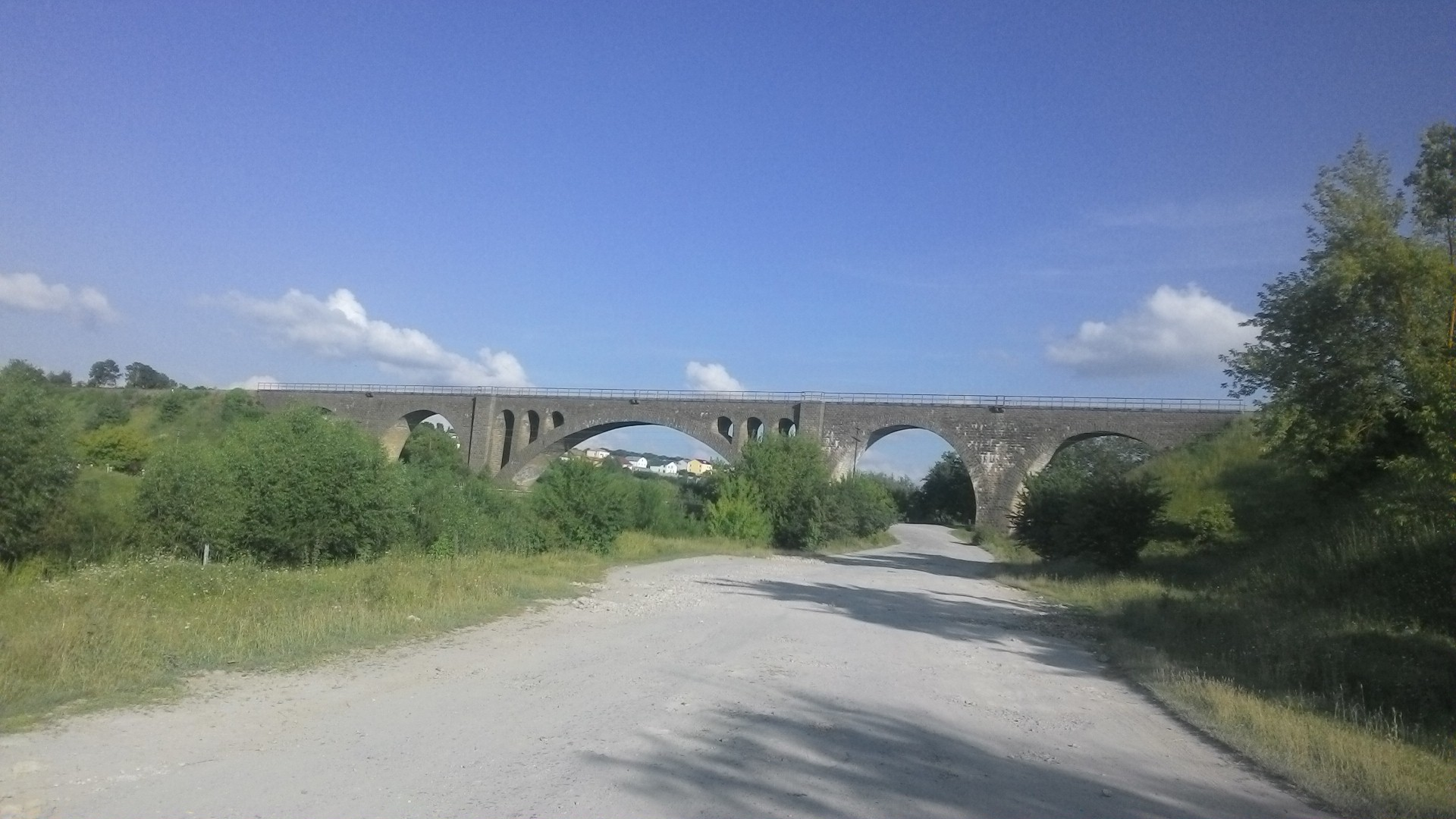
Залізничний міст у Буцневі

### Архітектури

#### Національного значення
- Церква Непорочного Зачаття Пречистої Діви Марії (1744; в реєстрі пам'яток зафіксована як Петропавлівська церква), охоронний номер 1598/1.
- Дзвіниця церкви (поч. XX ст.), охоронний номер 1598/2.

#### Місцевого значення
- Колишній костел, збудований 1890 року архітектором Юліаном Захаревичем коштом Серватовських, а нині церква святих апостолів Петра і Павла УПЦ КП, охоронний номер 1933.

### Історії

#### Місцевого значення
- Пам'ятний знак (хрест) на честь скасування панщини біля церкви (1848), охоронний номер 1876.
- Пам'ятний знак воїнам-землякам, які загинули в роки Другої світової війни (1985, скульптор — Володимир Мельник), охоронний номер 1031.

### Інші
- Символічна могила Борцям за волю України 1991 року.
- Залізничний міст[17], збудований 1897 року, відновлений у 1928—1930 роках.

## Освіта
З 1848 року в селі працювала двокласна, від 1930-го — чотирикласна школа.
Нині діє Буцнівська загальноосвітня школа І—III ступенів.

## Господарство
У 1838—1914 роках в селі діяла фабрика поташу. У 1895 році працювало 2 водяних млини, 4 каменоломні.
До 1914 року працювали 2 млини, каменеломня, спиртозавод. У 1920-х працювали ґуральня, каменоломня, будівельне підприємство, 2 млини, корчма.
У 1930-х роках у Буцневі була одна з чотирьох районових молочарень Тернопільського повіту.
У листопаді 1947 року в селі примусово створено колгосп, до якого у 1956 році приєднано колгосп с. Серединки; у 1970 році колгосп Буцнева приєднали до Великолуцького.
У 1991—1992 роках у Буцневі створили селянську спілку «Відродження», з 1997 року — ТОВ «Буцнівське». Нині діють сільськогосподарські підприємства ПАП «Буцнівське» та «Агропродсервіс».

## Соціальна сфера
Є Будинок культури, бібліотека, фельдшерсько-акушерський пункт, 3 торгові заклади.
Діти із села беруть участь у ансамблі «Диво-струни».

## Відомі особи

### Народилися
- Нестор Басняк (? — 1997) — громадський діяч і вчитель.
- Мокрій Ярослав Романович (1977—2022) солдат Збройних сил України, учасник російсько-української війни[18].
- Василь Костів — технічний експерт авіації Української Галицької Армії.
- Ігор Кондратишин (нар. 1959) — мовознавець, перекладач, педагог.
- Олександр Лушпинський (1878—1944) — архітектор.
- Богдан Мозоль (нар. 1957) — військовик.
- Дмитро Наконечний-Соколовський (1899—1938) — військовик, вояк УГА.
- Богдан Новосядлий (нар. 1956) — журналіст, публіцист, краєзнавець.
- Рожук Ігор Теодозійович (1985-2022)  — український військовослужбовець, футболіст, учасник російсько-української війни[19][20].
- Ігнатій Сінгалевич (1773—1854) — церковний діяч, ієромонах-василіянин, педагог.
- Богдан Сорока (нар. 1934) — кооператор, меценат.
- Володимир Стаюра (нар. 1966) — громадсько-політичний діяч, з 2009 р. депутат Тернопільської обласної ради, з 2012 року — голова Тернопільського обласного осередку ВО «Свобода», один з керівників тернопільського Євромайдану.
- Іван Хромчак (нар. 1957) — господарник, від 2005 року — президент Європейської спілки транспортників України.
- Єжи М. Новак (нар. 1937) — польський дипломат і посол. З 2002 по 2007 рік був постійним представником Республіки Польща при НАТО в Брюсселі. У 2006 нагороджений орденом «За заслуги перед Україною».
- Тереса Ясінська-Бродська (1939—2019) — доктор філософії, учасниця «Солідарності», інтернована під час воєнного стану у Польщі, співавторка відкритого листа, що засуджував російську агресію в Україні у 2014 році.
- Адам Чешляк (1931—2014) — польський актор і письменник.

### Проживали, працювали
- Ісидор (Сидір) Глинський — священник, громадський діяч, етнограф (помер у селі[21]).
- Богдан Головин (1926—2016) — історик, педагог, публіцист, громадсько-освітній діяч, у 1973—1992 роках — вчитель у місцевій школі.
- Іван Запорожан (нар. 1960) — педагог, громадський діяч, директор місцевої школи у 1990—1992 роках.
- Василь Курилас — громадський та релігійний діяч.
- Ярослав Курилас (1919—1945) — діяч ОУН і УПА.
- Микола Михалевич (1843—1922) — священник, популяризатор бджільництва, громадський діяч, останні роки життя проживав у пароха о. І. Глинського.
- Теодор Серватовський — власник Буцнева громадсько-політичний діяч, посол до австро-угорського парламенту.
- Михайло Сташок (1919—1993) — педагог, громадський діяч, директор місцевої школи.
- Адам Бунш (1896—1969) — польський художник і графік, автор вітражів, а також педагог і драматург, одружений з Людвікою Кунашовською з Буцнева. Автор багатьох пейзажів околиць Буцнева, напр. «Церква в Буцневі» (1922), «Буцнів — краєвид Поділля» (1927).

### Перебували
- Іванна Блажкевич — письменниця, педагог, фольклорист.
- Іван Климишин — учений-астроном.
- Андрей (Шептицький) — митрополит УГКЦ.

### Поховані
- Олександра Гладка (1924—2004) — учасниця національно-визвольних змагань.
- Василь Глуховецький (1884—1968) — священник (від 1953 — у Буцневі), діяч культури.

### Буцнівські старости
- Петро Фірлей — каштелян Кам'янця-Подільського (з 1649 року[22] староста теребовлянський).
- Міколай Фірлей (пом. 1649) — королівський ротмістр, син попереднього[22].
- Й (Ю). Курдвановський — барський конфедерат[23].
- Андрій Шумлянський гербу Корчак, дружина — сандомирська воєводичка Бідзінська[24].
- Ян Тарло — любельський воєвода, «цедував» староство Ґабріелю Сільніцькому 30 травня 1665 року[25].
- Ґабріель Сільніцький — кам'янецький каштелян[26].
- Ян Стефан Сільніцький — кам'янецький хорунжий[27].

## Галерея

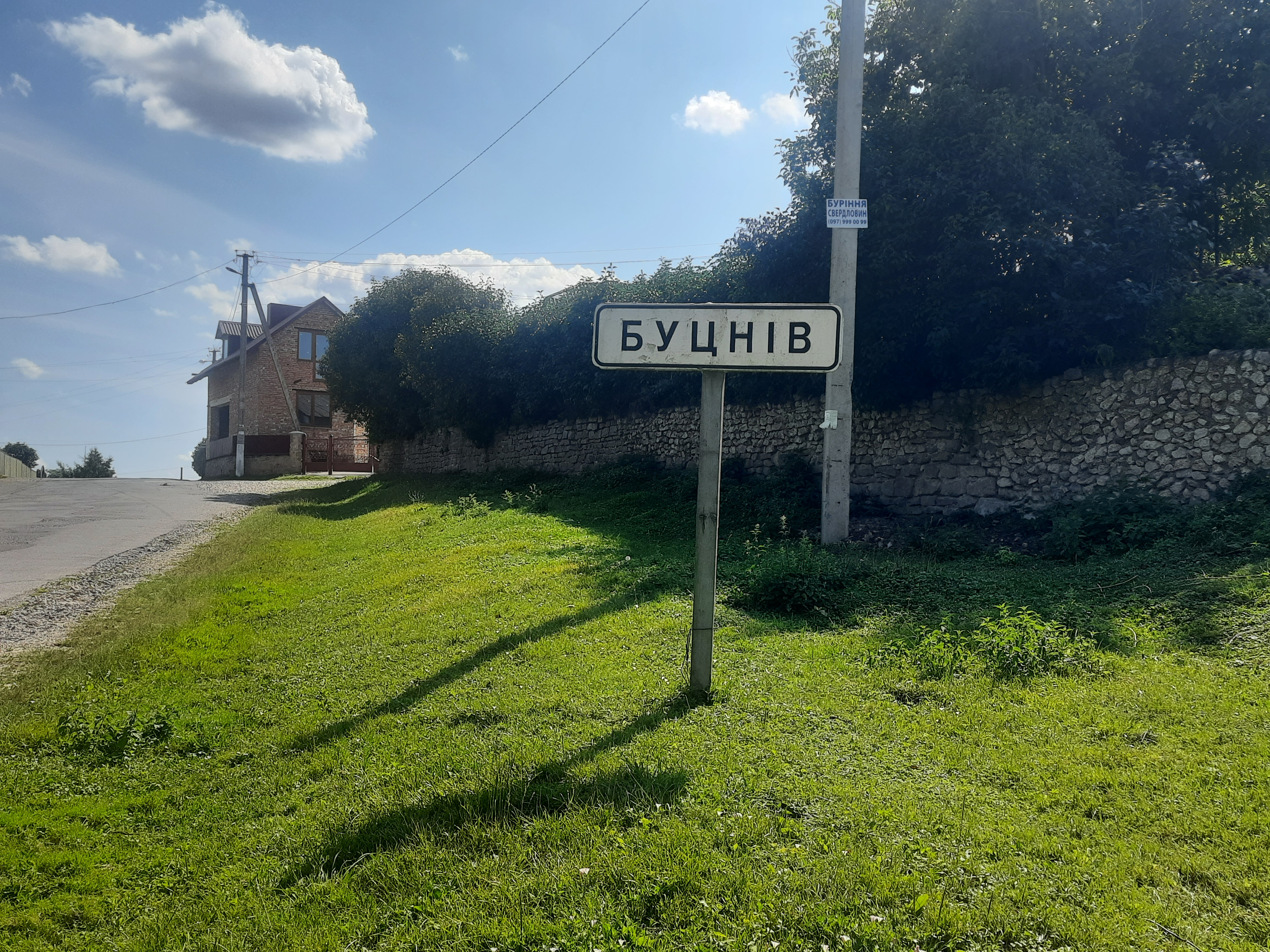
Дорожній знак при в'їзді в село
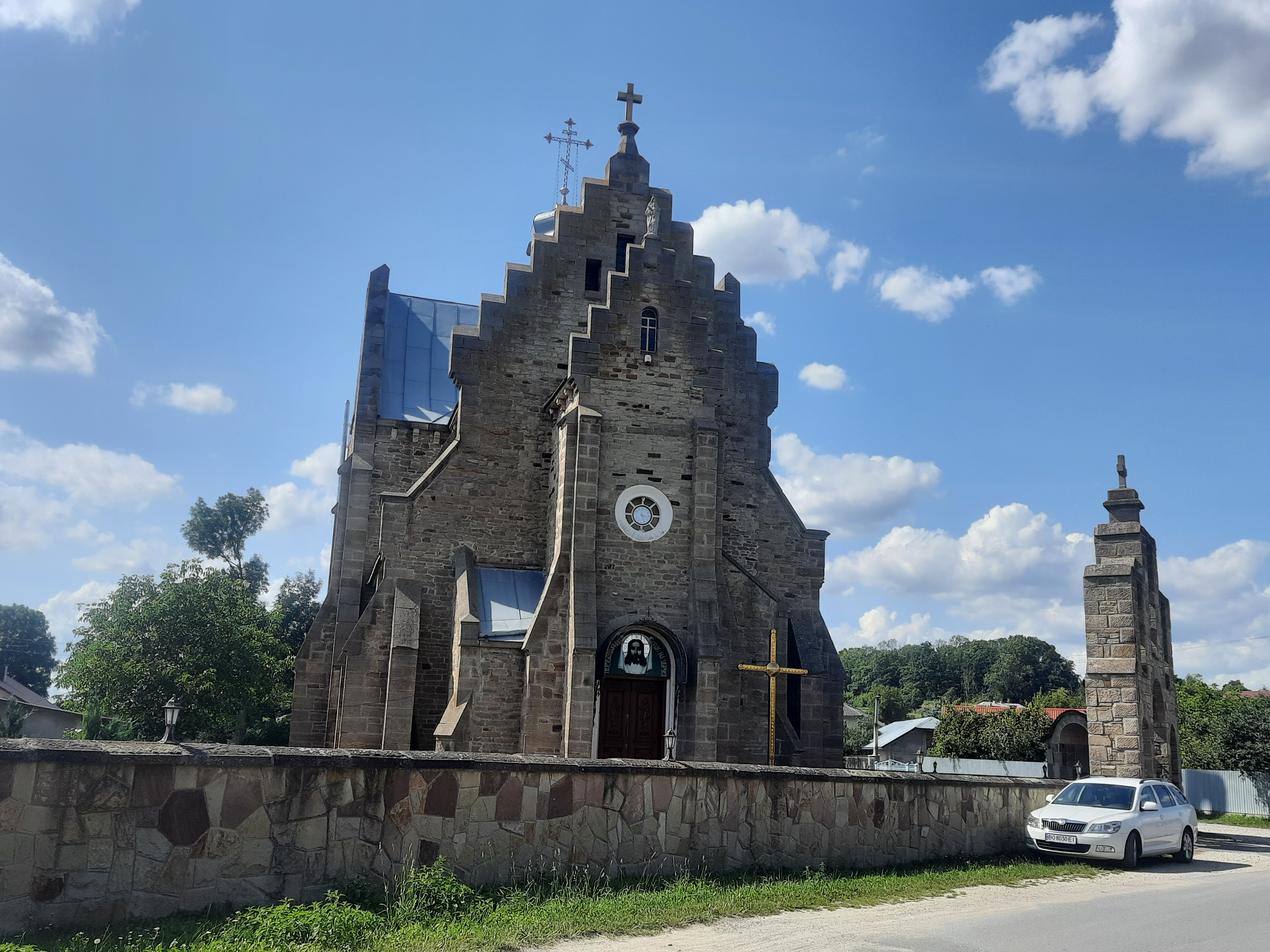
Костел
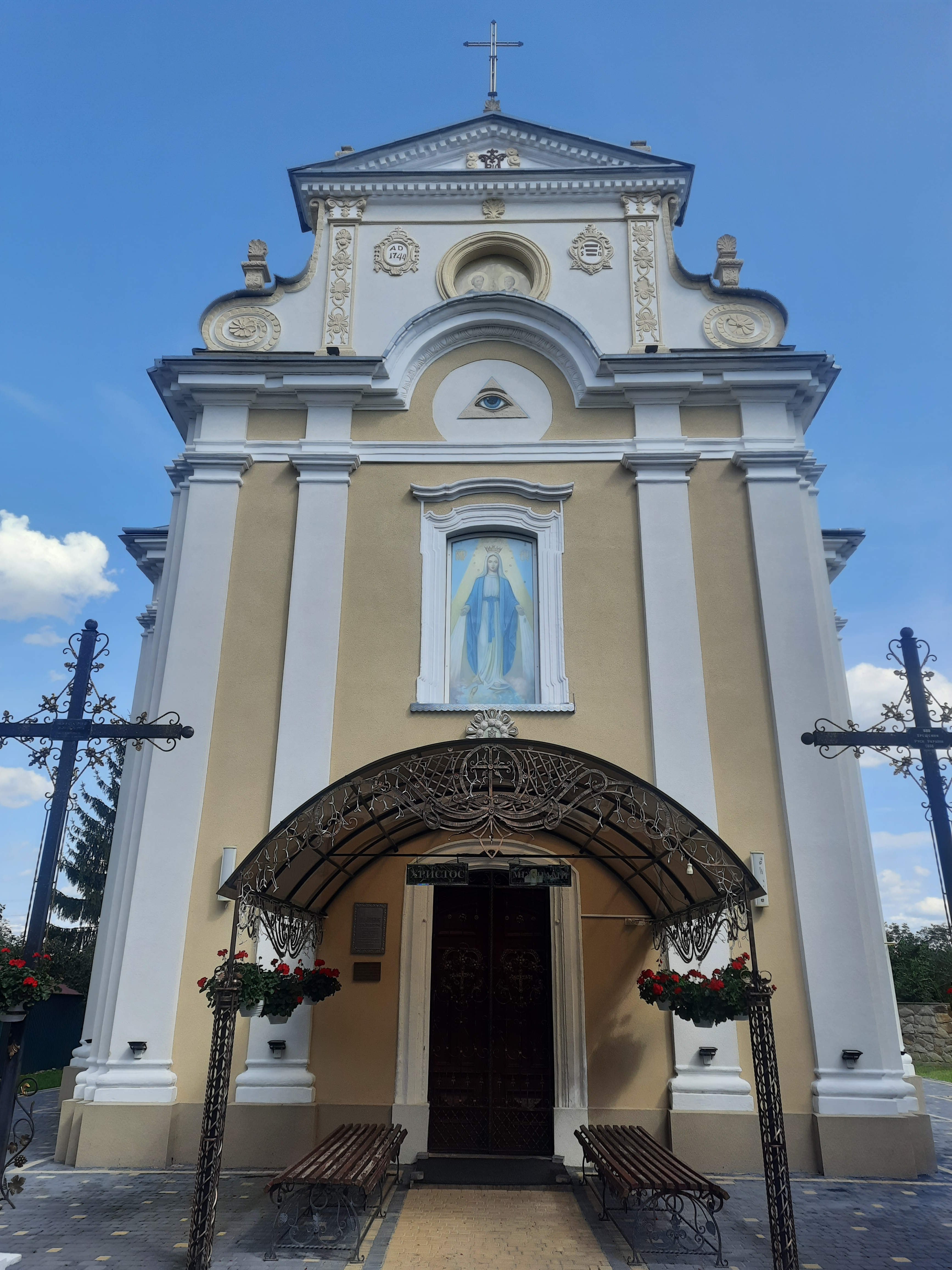
Церква Святих Петра і Павла
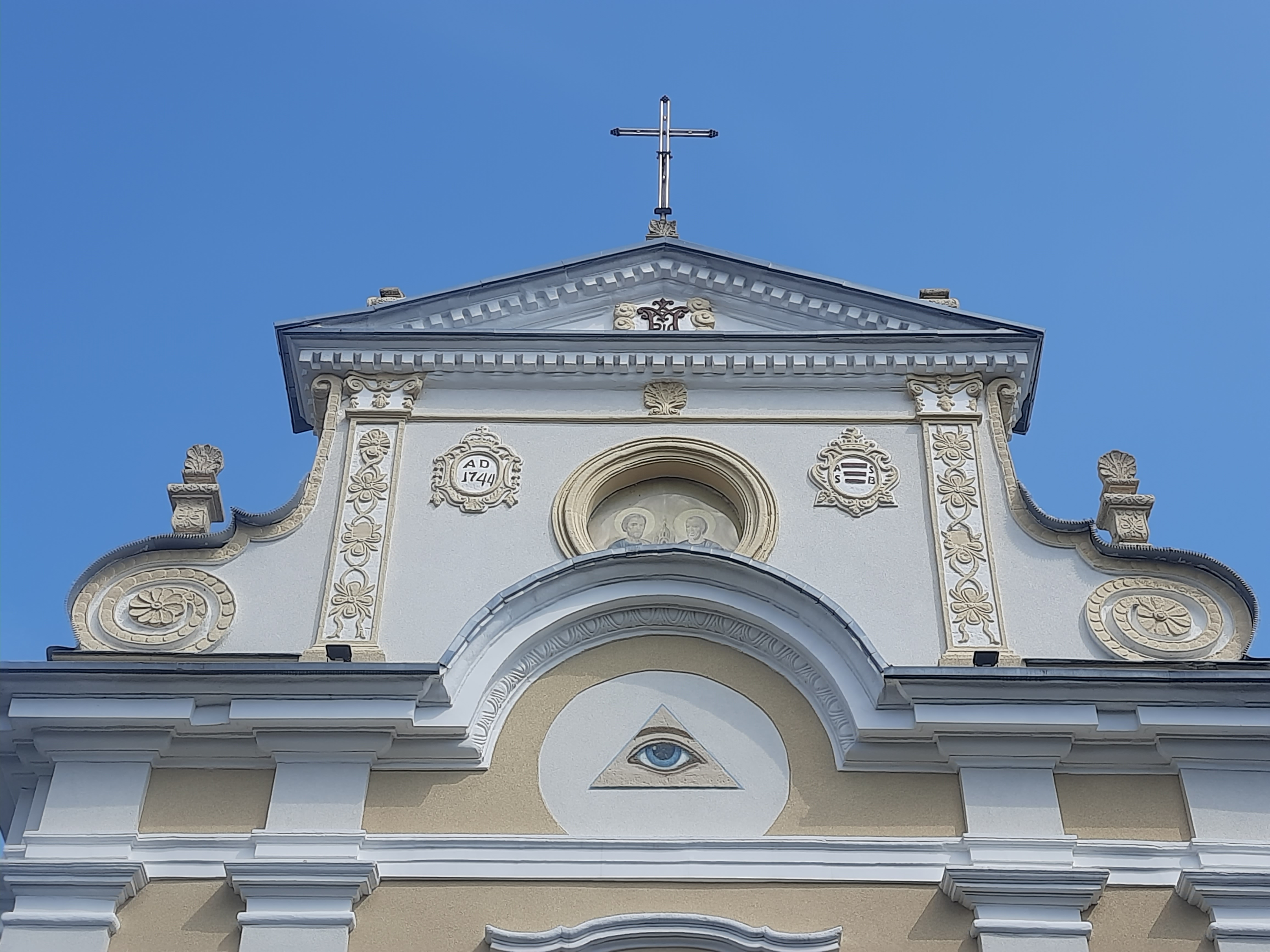
Церква Святих Петра і Павла
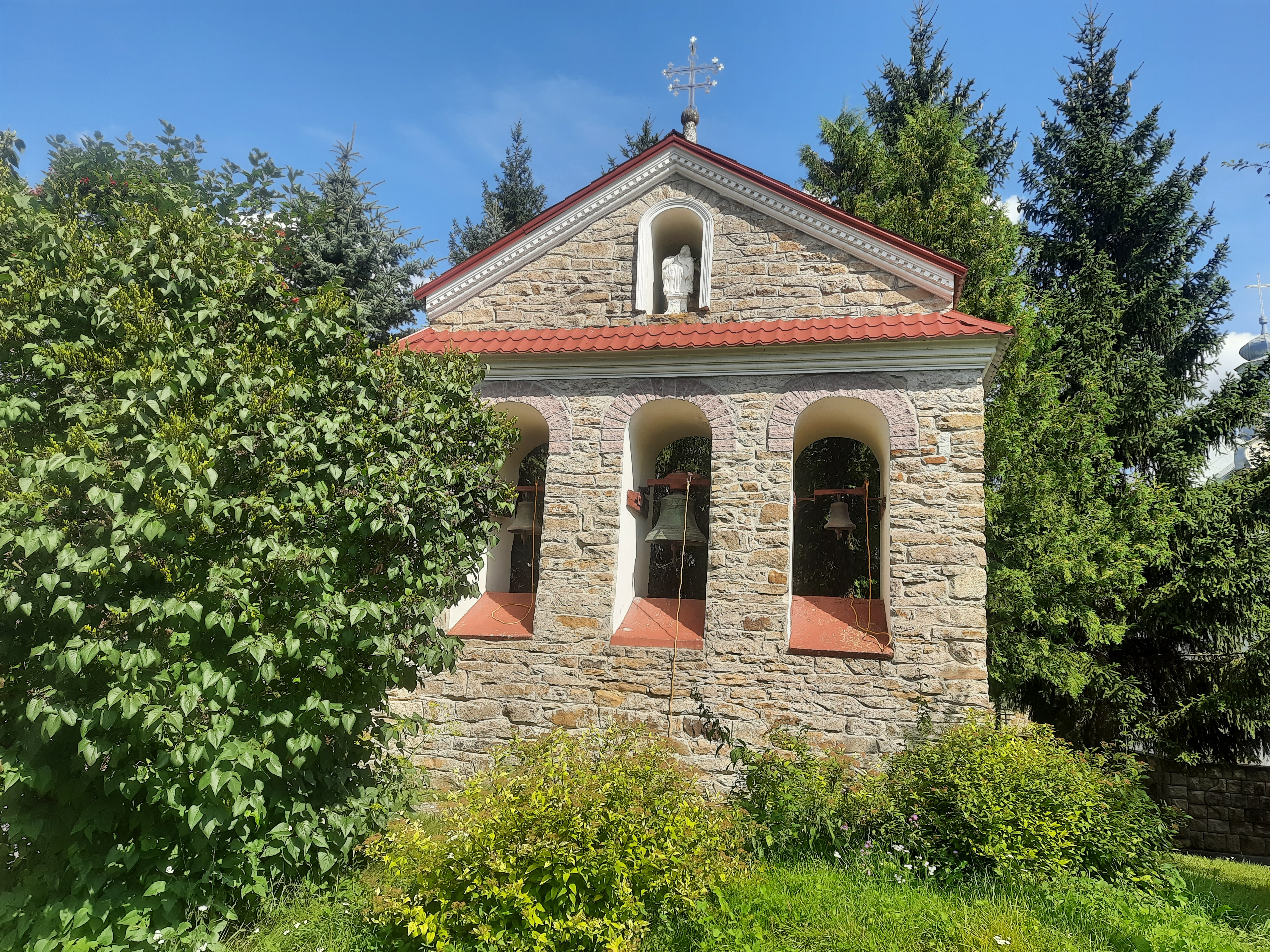
Дзвіниця церкви Святих Петра і Павла
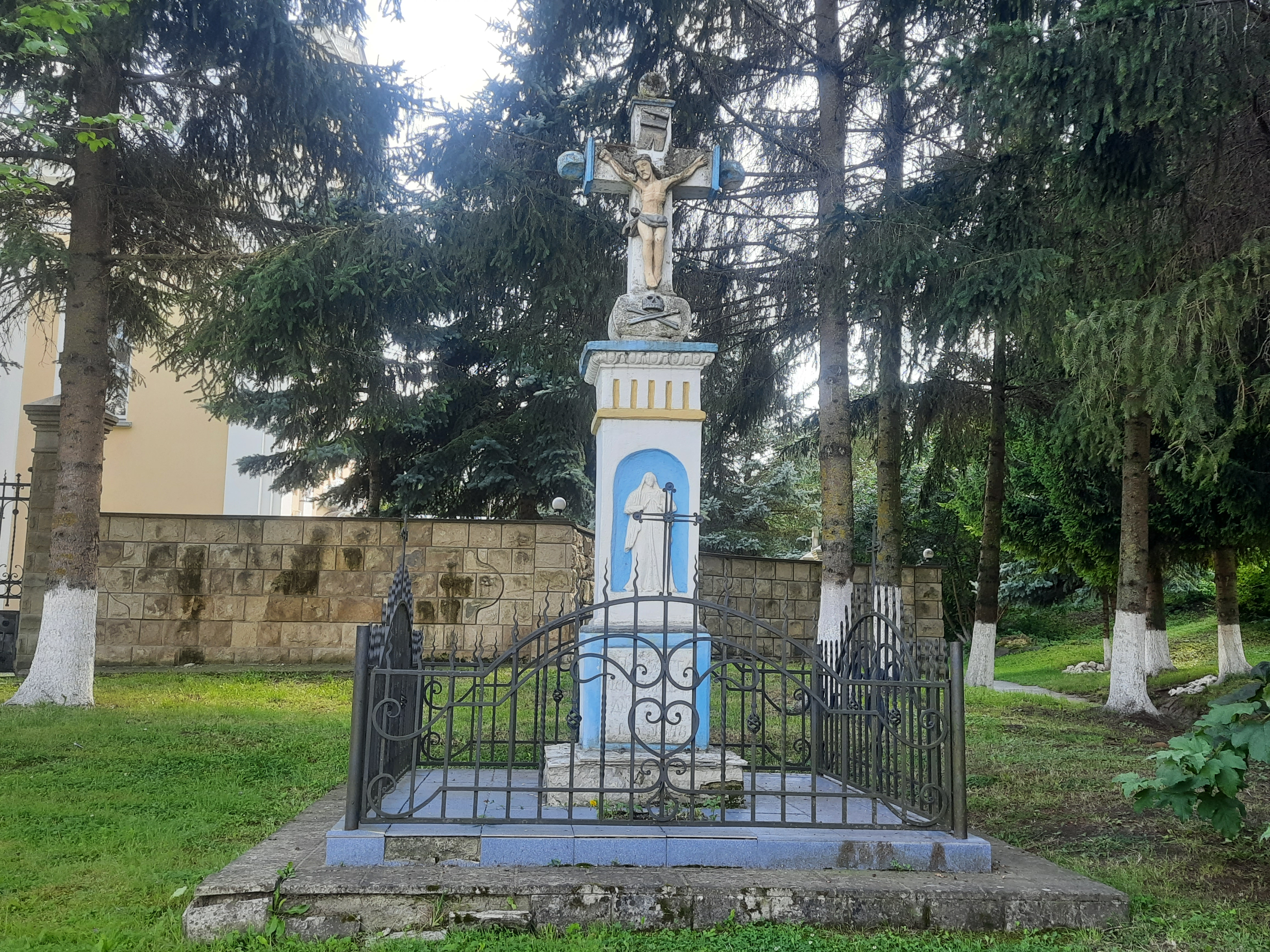
Пам'ятний знак  на честь скасування панщини
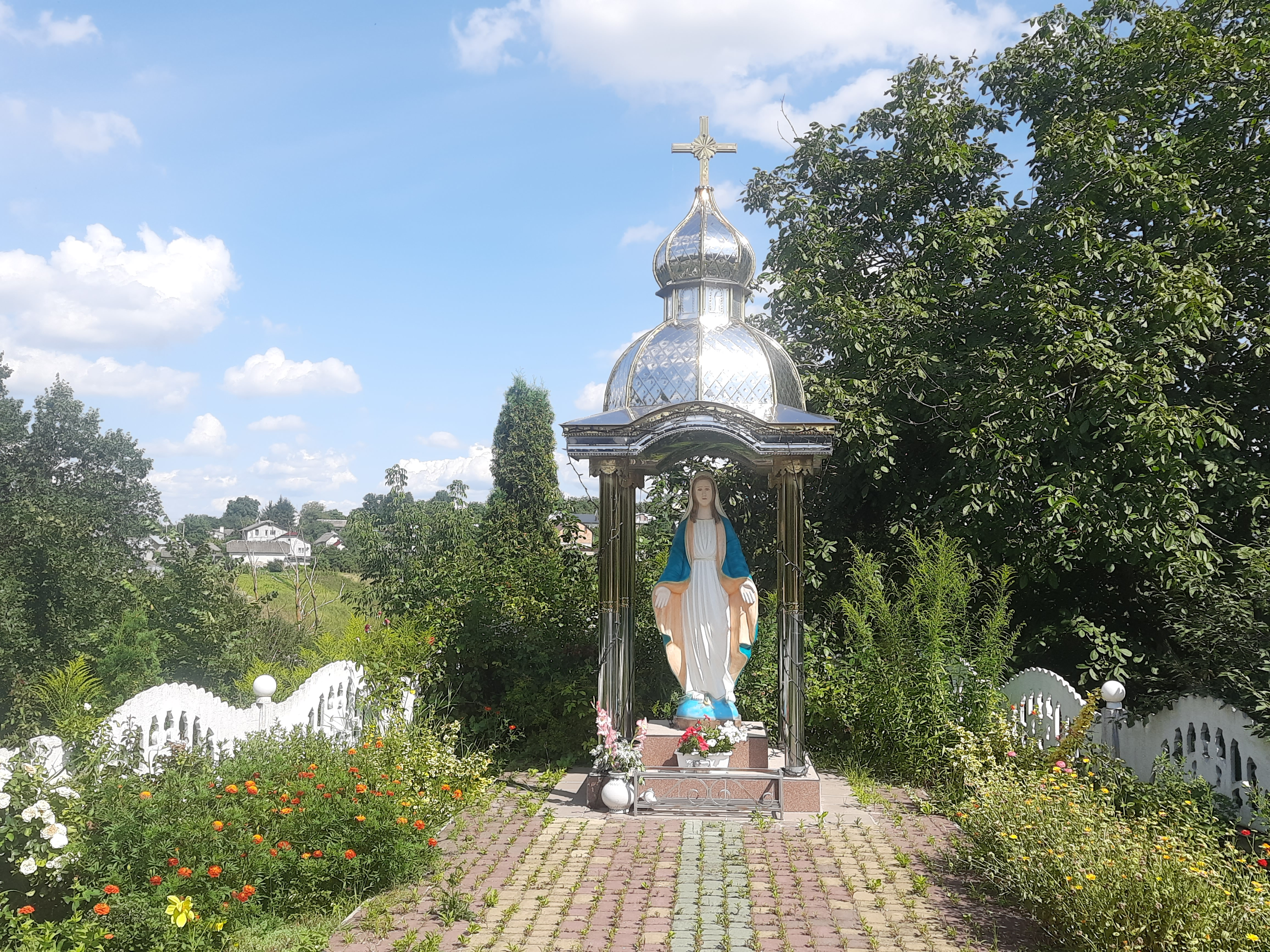
Статуя Божої Матері